# Atletismo nos Jogos Pan-Americanos de 1979 - 100 m feminino
A prova dos 100 m feminino nos Jogos Pan-Americanos de 1979 foi realizada em San Juan, Porto Rico.

## Medalhistas
| Ouro                              | Prata                              | Bronze                   |
| Evelyn Ashford USA Estados Unidos | Brenda Morehead USA Estados Unidos | Angela Taylor CAN Canadá |

## Resultados
| Posição           | Nome               | Nacionalidade      | Tempo | Notas |
| ----------------- | ------------------ | ------------------ | ----- | ----- |
| Medalha de ouro   | Evelyn Ashford     | USA Estados Unidos | 11.07 |       |
| Medalha de prata  | Brenda Morehead    | USA Estados Unidos | 11.11 |       |
| Medalha de bronze | Angela Taylor      | CAN Canadá         | 11.36 |       |
| 4                 | Silvia Chivas      | CUB Cuba           | 11.48 |       |
| 5                 | Lelieth Hodges     | JAM Jamaica        | 11.49 |       |
| 6                 | Rosie Allwood      | JAM Jamaica        | 11.69 |       |
| 7                 | Sheila de Oliveira | BRA Brasil         | 11.80 |       |
| 8                 | Isabel Taylor      | CUB Cuba           | 11.94 |       |